# Вилла Шалоуна
Вилла Шалоуна (чеш. Šaloun Villa) — бывшая мастерская скульптора Ладислава Шалоуна (1870—1946) на улице Словенская в районе Винограды в городе Прага, в Чехии. Памятник архитектуры с 1958 года. В настоящее время здание принадлежит Пражской академии изобразительных искусств.

## История
После победы на конкурсе на создание памятника Яну Гусу на Староместской площади в Праге, Ладислав Шалоун решил построить новую студию, так, как его прежняя студия на Вацлавской площади не подходила из-за размера планируемой статуи. Строительные работы завершены в феврале 1911 года.
Студию скульптора посещали видные представители чешской культуры того времени. Здесь бывали Франтишек Билек, Отокар Бржезина, Альфонс Муха, Эмма Дестинова, Ян и Рафаэль Кубелики, Йозеф Вахал, Карел и Йозеф Чапеки. В своих мемуарах Йозеф Вахал написал, что на вилле Шалоуна был «оккультный погреб», в котором «организовали спиритические сеансы, граничившее с магическими обрядами».
3 мая 1958 года вилле Шалоуна присвоен статус памятника культуры. В 1980-х годах наследники скульптора продали его студию государству. Здание было отремонтировано, и в настоящее время является собственностью Академии изобразительных искусств в Праге.

## Архитектура
В 1908—1910 годах в районе Винограды началось строительство новой студии в стиле модерн с элементами символизма по проекту самого скульптора. 
Главное здание состояло из вестибюля, большой и малой студий. В южной части здания вниз по склону, обращённой к саду, находились салон, кабинет, технические помещения и квартира администратора.
В 1934 году завершено строительство жилых помещений здания по проекту зятя скульптора, архитектора Йозефа Черныго.